# Elezioni parlamentari in Lituania del 2012
Le elezioni parlamentari in Lituania del 2012 si tennero il 14 ottobre (primo turno) e il 28 ottobre (secondo turno) per il rinnovo del Seimas. In seguito all'esito elettorale, Algirdas Butkevičius, espressione del Partito Socialdemocratico di Lituania, divenne Primo ministro.
Rispetto alle precedenti elezioni parlamentari del 2008, il quadro politico vide i seguenti mutamenti:
- il Partito di Rinascita Nazionale confluì nell'Unione dei Liberali e di Centro;
- Nuova Unione (socioliberali) confluì nel Partito del Lavoro;
- l'Unione Popolare dei Contadini di Lituania assunse la denominazione di Unione dei Contadini e dei Verdi di Lituania;
- si affermarono due nuovi soggetti politici, Via del Coraggio e il Partito dei Cristiani.

## Risultati
| Liste                                                   | Riepilogo nazionale | Riepilogo nazionale | Riepilogo nazionale | Seggi   | Seggi  |
| Liste                                                   | Voti                | %                   | Seggi               | Collegi | Totale |
| ------------------------------------------------------- | ------------------- | ------------------- | ------------------- | ------- | ------ |
| Partito del Lavoro                                      | 271.520             | 20,69               | 17                  | 12      | 29     |
| Partito Socialdemocratico di Lituania                   | 251.610             | 19,18               | 15                  | 23      | 38     |
| Unione della Patria - Democratici Cristiani di Lituania | 206.590             | 15,75               | 13                  | 20      | 33     |
| Movimento dei Liberali della Repubblica di Lituania     | 117.476             | 8,95                | 7                   | 3       | 10     |
| Via del Coraggio                                        | 109.448             | 8,34                | 7                   | -       | 7      |
| Ordine e Giustizia                                      | 100.120             | 7,63                | 6                   | 5       | 11     |
| Azione Elettorale dei Polacchi in Lituania              | 79.840              | 6,08                | 5                   | 3       | 8      |
| Unione dei Contadini e dei Verdi di Lituania            | 53.141              | 4,05                | -                   | 1       | 1      |
| Unione dei Liberali e di Centro                         | 28.263              | 2,15                | -                   | -       | -      |
| Unione TAIP (Rinascita e Prospettiva della Patria)      | 24.129              | 1,84                | -                   | -       | -      |
| Fronte Popolare Socialista                              | 16.515              | 1,26                | -                   | -       | -      |
| Partito dei Cristiani                                   | 16.494              | 1,26                | -                   | -       | -      |
| Per la Lituania in Lituania (LCP - LSDS - LTS - TVS)    | 12.854              | 0,98                | -                   | -       | -      |
| Giovane Lituania                                        | 8.632               | 0,66                | -                   | -       | -      |
| Partito Democratico del Lavoro e dell'Unità             | 4.383               | 0,33                | -                   | -       | -      |
| Partito degli Emigranti                                 | 4.015               | 0,31                | -                   | -       | -      |
| Partito dei Repubblicani                                | 3.661               | 0,28                | -                   | -       | -      |
| Partito delle Persone di Lituania                       | 3.399               | 0,26                | -                   | -       | -      |
| Indipendenti                                            | -                   | -                   | -                   | 3       | 3      |
| Totale                                                  | 1.312.090           |                     | 70                  | 70      | 140    |